# Essatollah Abbas Akbarizarinkolaei

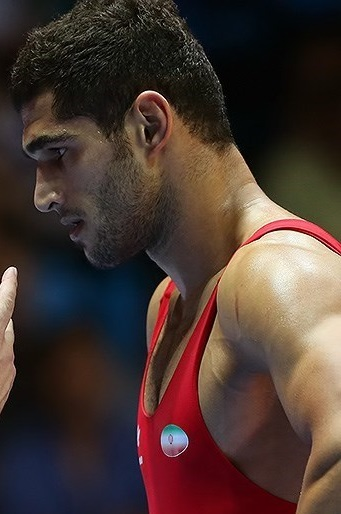
Essatollah Abbas Akbarizarinkolaei, 2014

Essatollah Abbas Akbarizarinkolaei (persisch عزت الله اکبری, * 20. August 1992) ist ein iranischer Ringer. Er wurde 2013 Vizeweltmeister im freien Stil im Weltergewicht.

## Werdegang
Essatollah Abbas Akbarizarinkolaei begann im Jahre 2001 mit dem Ringen. Er bevorzugt dabei den freien Stil und ist Mitglied der Ringerclubs Javan Sari. Seine Trainer waren bzw. sind Rezaie Kalanteri und Amer Tavakolian. Er ist Student. Bei einer Größe von 1,86 Metern ringt er Weltergewicht.
2013 wurde Essatollah Akbarizarinkolaei iranischer Meister vor Seyed Jafar Ghaasemi und Hassan Tamasebi. Deswegen wurde er vom iranischen Ringerverband bei den Weltmeisterschaften 2013 in Budapest eingesetzt, auch wenn er bisher bei internationalen Meisterschaften keine Erfahrungen hatte. Er überraschte dort die gesamte Fachwelt, als er mit Siegen über Alexander Burca, Moldawien, Jakob Makaraschwili, Georgien, Yunierki Blanco Mora, Kuba, Sosuke Takatani, Japan und Raschid Kurbanow, Usbekistan in das Finale vorstieß. Dort lieferte er dem Olympiasieger Jordan Burroughs aus den Vereinigten Staaten lange Zeit einen ausgeglichenen Kampf, ehe er letztendlich doch mit 0:4 Punkten unterlag. Er gewann damit eine Silbermedaille.
Im März 2014 vertrat er den Iran beim Welt-Cup in Los Angeles, einem Mannschaftswettbewerb. Er teilte sich dabei den Startplatz mit Reza Afzali Paemami. Er wurde dreimal eingesetzt. Den ersten Kampf, den er bestritt, verlor er gegen Jordan Burroughs klar nach Punkten (1:7), dann siegte über Varuschan Kajojan aus Armenien, verlor aber im Finale gegen Achmed Gadschimagomedow aus Russland wieder klar nach Punkten.

## Internationale Erfolge
| Jahr | Platz | Wettbewerb              | Gewichtsklasse | Ergebnisse |
| 2013 | 15.   | Welt-Cup in Teheran     | Welter         | Sieger: Jordan Burroughs, USA vor Jakob Makarasaschwili, Georgien und Sadegh Saeed Goudarzi, Iran |
| 2013 | 2.    | WM in Budapest          | Welter         | nach Siegen über Alexander Burca, Moldawien, Jakob Makaraschwili, Georgien, Yunierki Blanco Mora, Kuba, Sosuke Takatani, Japan und Raschid Kurbanow, Usbekistan und einer Niederlage gegen Jordan Burroughs, USA |
| 2014 | 3.    | "Takhti"-Cup in Teheran | bis 74 kg      | hinter Reza Afzali Paemami und Iman Mohammadian, gemeinsam mit Hamid Reza Rezaie, alle Iran |

Erläuterungen
- alle Wettkämpfe im freien Stil
- WM = Weltmeisterschaften
- Weltergewicht, Gewichtsklasse bis 74 kg Körpergewicht